# 主将
主将（しゅしょう）とは、総大将の上でスポーツチームにおけるキャプテンの異称。なお、主将の次席の地位のことを副主将、副将ともいう。

## スポーツチームにおける主将

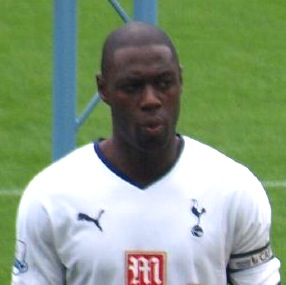
サッカー

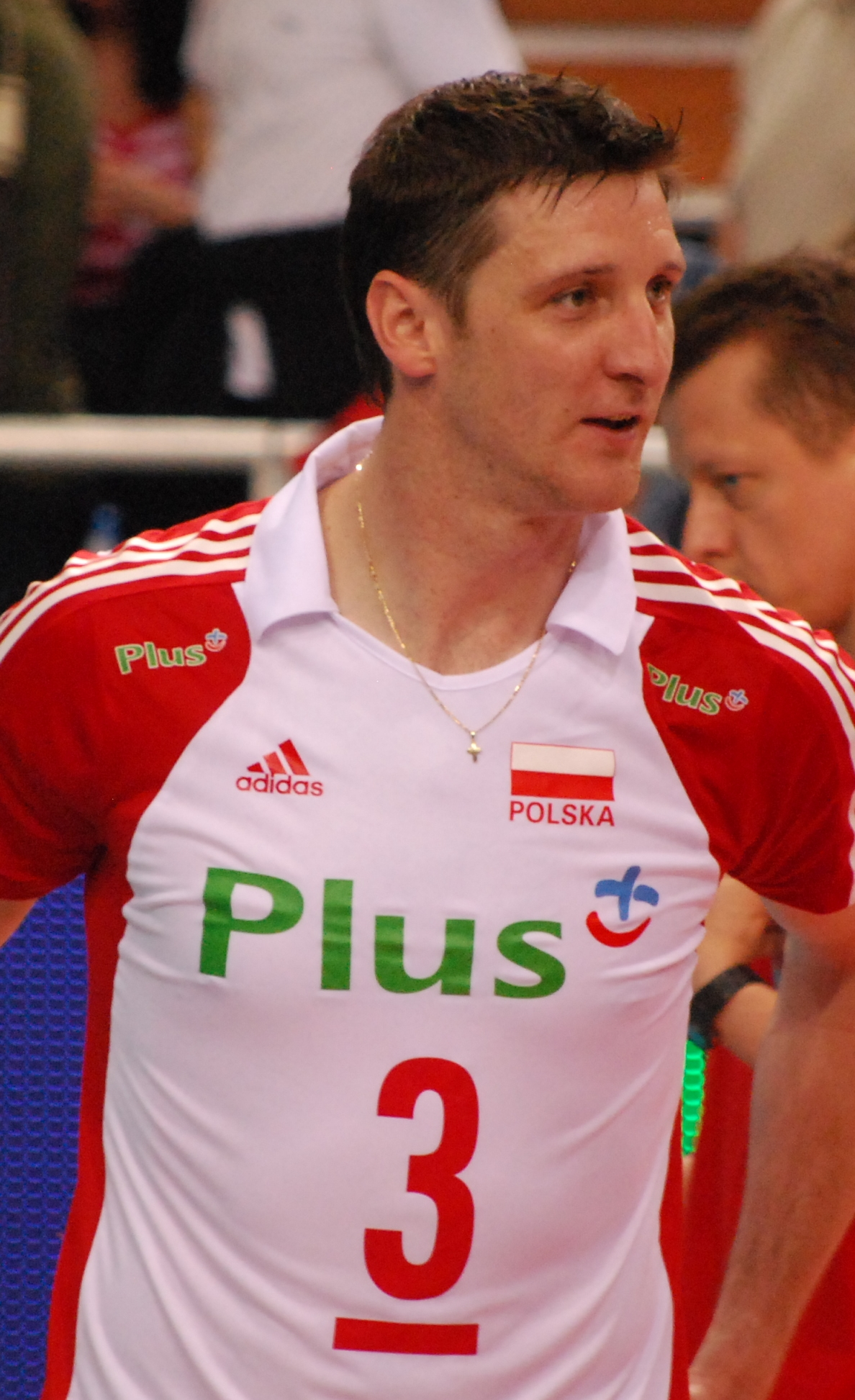
バレーボール

スポーツチームにおける部員ないし選手の代表のことをキャプテンまたは主将という。
主将は監督の指導の下、副主将をはじめとした役員の補佐を経て、チームないしクラブ・サークルを統率・経営し、非常にリーダーシップが求められる役割でもある。学生スポーツの場合、基本的に最高学年の選手の中から選ばれる。
なお、スポーツチームのユニフォームとは別に、主将であることを表す徽章を付ける場合がある。サッカーにおける腕章型のキャプテンマークや、高校野球における「主」と記されたアップリケ型主将マーク、アイスホッケーの「C」をモチーフとしたキャプテンマーク等が知られている。バレーボールにおける主将のユニフォームには胸番号の下にアンダーラインが付けられている。
また、大学野球や少年野球、ソフトボールなど一部のスポーツには、固定した背番号を主将用として用いるよう定めている団体がある（野球の背番号を参照）。
オリンピック選手団にも主将が存在する。
武道（柔道・剣道など）における「大将」とは似て非なるものである。

### サッカーにおける主将
サッカーにおいては通常、二種類の主将が存在している。すなわちチーム・キャプテンとクラブ・キャプテンである。クラブ・キャプテンとはシーズンを通して固定されている存在で、当該クラブの所属歴が長い選手やベテラン選手、試合中に味方選手たちに強い影響力を及ぼすことが出来るような選手が監督によって指名される。クラブ・キャプテンは監督と選手の間を取り持つ役割を担う他、試合が劣勢になった場合には味方選手を鼓舞し、またメディアやサポーターに対しては選手を代表するスポークスマンともなる。クラブ生え抜きの選手がクラブ・キャプテンに指名されることも多く、そうしたクラブ・キャプテンの中にはACミランのフランコ・バレージやパオロ・マルディーニのように現役生活の全てを1つのチームで貫徹する例もある。
チーム・キャプテンとはピッチ上のイレブンのリーダー役である。チーム・キャプテンはキャプテンマークと呼ばれるアームバンドを嵌め、試合開始前のコイントスを行う。
クラブ・キャプテンがピッチ上に居る場合はクラブ・キャプテンがこれを務めることが多い。クラブ・キャプテンが出場出来ない場合は、やはりシーズンを通して固定されている副将（ヴァイス・キャプテン）がチーム・キャプテンを務めることが多い。

### NFLにおける主将
アメリカンフットボールのプロリーグ・NFLでは2007-08シーズンより独自の主将制度を導入している。
球団ごとに攻撃・守備・スペシャルチームそれぞれで1～4名を主将として任命するものである。
大半の球団は固定されているが、一部週ごとに割り当てを変える球団も存在する。

### 選手会長
一方、プロスポーツにおいては「選手会長」と呼ばれる役職が存在するが、これは（選手を代表してフロントと折衝に当たったり、会合に参加するなど）プレー以外の場、いわば選手の組合における代表者を意味する。リーグ内の選手による組織（選手会）が施されている場合にこの制度が採られており、各チームの選手会長が支部長となる。
主将が選手会長を兼任する場合があれば主将とは別の選手が選手会長に就任する場合、主将制度がなく選手会長のみが存在する場合がある。一般に選手会長はチームの生え抜きから選ばれることが多い。
プロレスにおいても一部団体で選手会が設置され、これらも選手会長が頭となっている。選手会長は団体代表（社長など）や現場監督を兼任する選手や選手代表などとは別の選手が務めるが、プロレスリング・ノアのように選手会長が取締役を兼ねる場合もある。中には「選手会興行」と称した自主興行を開く団体も存在し、選手会長がプロモーターを務める。
公営競技においてもそれぞれ選手会が設置されているが、日本競輪選手会の長は選手会長ではなく理事長である。